# Metal Hammer
Metal Hammer ist ein seit 1983 bestehendes und international vertretenes Musikmagazin, das sich auf die Genres Heavy Metal und Hard Rock spezialisiert hat. Daneben finden auch andere „harte“ Musikformen wie Hardcore, Punk, Alternative Rock oder Crossover Beachtung.
Die deutsche Ausgabe erscheint ab dem Umzug der Redaktion von München nach Berlin im Jahr 2010 beim Axel Springer Mediahouse Berlin; seit Mitte 2023 ist das Mediahouse zum Großteil eigenständig. Seit 2022 ist Sebastian Kessler inhaltlich verantwortlicher Chefredakteur. In anderen Ländern, zum Beispiel England, Italien oder Griechenland, erscheint Metal Hammer in jeweils unabhängigen Redaktionen.

## Geschichte

### Gründung
Metal Hammer wurde 1983 in Deutschland von Dietmar Wagner (Verleger) zusammen mit Jürgen Wigginghaus (beide auch Gründer und Herausgeber des Magazins Musik Szene) gegründet und startete nicht als Untergrund-Fanzine, sondern als Kiosk-Magazin. Das Originalkonzept eines globalen multisprachlichen Rockmagazins, das als erweitertes Geschäftsmodell u. a. Elemente wie Radiosendungen, Konzerttourneen und einen Lifestyle Fanclub und Awards beinhaltete, wurde von Wilfried F. Rimensberger, damaliger Chefredakteur der Fachzeitschrift Musik Szene, in London entwickelt, von Wagner und Wigginghaus aber offiziell als undurchführbar abgelehnt. Er startete daher Metalhammer England alleine, ist Gründungsverleger und war erster Chefredakteur der englischen Metal-Hammer-Ausgabe, und von Beginn an der wichtigste Auslandskorrespondent für das deutschsprachige Metal-Hammer-Magazin, an dessen Entwicklung er, in diversen Funktionen, einen wesentlichen Anteil hatte. Anstoß war der Erfolg des ersten Heavy-Metal-Magazins Kerrang! in England. Rimensberger diskutierte erstmals 1982 sein Konzept eines mehrsprachigen Rockmusikmagazins mit Kerrang!, das in einem ersten Schritt den Eintritt in den deutschsprachigen Markt beinhaltete. Die Gespräche führten aber zu nichts und wurden Anfang 1983 abgebrochen. Rimensberger diskutierte nun das Konzept mit Wagner und Wigginghaus, die darauf Metal Hammer in Deutschland entwickelten. Obwohl beide Interesse an den Ideen von Rimensberger zeigten, verfolgten sie letztlich eine Strategie, die Rimensbergers Beteiligung erst einmal ausschloss, der aber von den deutschen Plänen durch Sharon Osbourne und befreundeten Musikern aus der deutschen Metal-Szene laufend informiert wurde. Im Januar 1984 erschien die erste deutsche Ausgabe mit einer Auflage von 50.000 Exemplaren und 48 Seiten Umfang und hatte einen enormen Starterfolg: die ersten 25.000 waren nach kurzer Zeit verkauft. Gleichzeitig gründete Rimensberger in England die eigene Metal Hammer Publishing Limited und das internationale, englischsprachige Metal Hammer Magazine als Antwort auf Wigginghaus’ und Wagners Vorgehen. Dazu baute er in London ein erfahrenes Redaktionsteam auf, das aus bekannten Schreibern wie zum Beispiel Harry Doggerty und Tommy Vance, Photographen wie Robert Ellis und jungen, noch unbekannten Talenten wie P.J. Brunelli bestand, von deren herausragenden Arbeiten auch sofort die deutschsprachige Ausgabe profitierte, mit der Rimensberger zu einer Übereinkunft kam. Wigginghaus und dem gerade nominierten ersten Chefredakteur Charly Rinne wurde klar, dass sie die Ideen, internationalen Verbindungen und journalistischen Arbeiten von Rimensberger benötigten, um in Deutschland das Konzept umzusetzen und gegen die Konkurrenz Erfolg zu haben.
Die Redaktion für die deutsche Ausgabe war in Lüdenscheid. Erster Chefredakteur der deutschen Ausgabe war Charly Rinne. Hinter diversen Pseudonymen, wie Joop Van Nijmwegen, Paul A. Royd oder Andreas Weiß verbarg sich der damalige Steeler-Sänger Peter Burtz, ebenfalls ein Gründungsmitglied von Metal Hammer. Von London her lieferte Wilfried Rimensberger ebenfalls auch unter diversen Pseudonymen exklusive Interviews und Insider-Geschichten, die dem jungen Magazin schnell zu internationaler Reputation verhalfen. Rimensberger verbrachte auch jeden Monat einen Teil seiner Zeit in Lüdenscheid und später Dortmund in der deutschen Redaktion um neben redaktioneller Unterstützung der Chefredakteure vor allem Wigginghaus strategisch zu beraten und geschäftliche Ideen einzubringen. Ein Jahr später hatte sich der Heftumfang der deutschsprachigen Ausgabe verdoppelt und jeden Monat konnten 55.000 Exemplare des Hefts verkauft werden. Nach der Ablösung von Charly Rinne durch den gelernten Blattmacher Reinhard Harms als Chefredakteur im August 1986 schnellte die verkaufte Auflage der deutschen Ausgabe binnen dreier Monate von 60.000 auf 90.000 Exemplare hoch. Wilfried Rimensberger verkaufte 1987 seine Metal-Hammer-Titelrechte und die englischsprachige internationale Ausgabe an Wigginghaus, mit dem er sich schon damals wegen unprofessionellen Vorgehens in der deutschsprachigen Ausgabe oft in den Haaren lag. Reinhard Harms wurde danach Chefredakteur und sorgte von 1988 bis 1990 in London gemeinsam mit dem früheren Melody-Maker-Schreiber und vielfachen Buchautor Chris Welch an der Spitze der UK-Metal-Hammer-Redaktion auch dafür, dass die Auflage der englischen Ausgabe bis auf über 70.000 Exemplare stieg und das Original Kerrang! in ernsthafte Bedrängnis gebracht wurde.
Die herausragende Position des Magazins, vor allem gegenüber schnell auftauchenden Konkurrenzprodukten, wurde vor allem durch die englischsprachige Ausgabe mit globaler Reichweite und den damit verbundenen exklusiven Berichterstattungen und Interviews erzielt. So wurde zum Beispiel die Metal-Hammer-Reportage zum Rock-in-Rio-Festival von Rimensberger auch für das ZDF co-produziert und in einer Extrasendung des ZDF SchülerExpress mit Metal Hammer und der Musik Szene koordiniert ausgestrahlt. Große, internationale Festivals wie Monsters of Rock in Castle Donington wurden durch Rimensbergers Verbindungen erstmals von Metal Hammer präsentiert und festigten den Namen Metal Hammer bei Rock-Fans rund um die Welt. Auch die Zusammenarbeit mit MTV (Bailey Brothers) und der BBC (Tommy-Vance-Show), die ebenfalls von Rimensberger eingefädelt wurden, verhalf dem Magazin mit einer mehrsprachigen monatlichen weltweiten Verkaufsauflage von über einer halben Million in der zweiten Hälfte der 1980er Jahre zum globalen Sprachrohr der Szene zu werden.

### Marktführer
Im September 1985 wurde erstmals der Soundcheck (siehe weiter unten) ins Heft integriert, der von Dio mit dem Album Sacred Heart gewonnen wurde. Am 14. September 1985 fand auf der Loreley das erste Metal-Hammer-Festival mit rund 12.000 Besuchern statt, bei dem unter anderem die noch kaum bekannten Metallica, Venom und Running Wild auftraten (weitere Künstler: Nazareth, Warlock, Wishbone Ash, Pretty Maids, Heavy Pettin, Savage Grace, Restless, Tyran Pace). Wilfried F. Rimensberger war wieder der verantwortliche Festivalproduzent, der auch die Videoverfilmung der Veranstaltung mit Metallica organisierte. Ein halbes Jahr später bestritten Anthrax, Overkill und Agent Steel die erste Metal-Hammer-Roadshow. 1986 war Metal Hammer bereits Marktführer im deutschsprachigen Raum und die Redaktion zog nach Dortmund um.
Ein Jahr später musste Wigginghaus das Heft an den Schweizer MVG-Verlag verkaufen, nachdem er sich vorher auch mit Rimensberger zerstritten hatte, der im Besitz der Markenrechte an Metal Hammer und der MetalHammer UK Limited war und als Strippenzieher von London her auch der deutschen Publikation maßgeblich zu ihrem Erfolg verhalf und viele Probleme der deutschen Redaktion immer wieder richtete. Rimensberger verkaufte seine Anteile an Wigginghaus und machte ihn auch mit dem Besitzer des MVG-Verlags bekannt. Wigginghaus blieb pro forma Herausgeber des Magazins, dennoch sollte es später zum Streit kommen. Am 30. April 1989 feierte Metal Hammer in der Dortmunder Westfalenhalle ihr fünfjähriges Bestehen. Es traten unter anderem Ozzy Osbourne, Warlock und Queensrÿche auf. Unter Chefredakteur Peter Burtz wurde die 14-tägliche Erscheinungsweise des Heftes gestoppt und wieder auf eine monatliche umgestellt. Metal Hammer erreichte so mit 125.000 abgesetzten Exemplaren pro Monat seinen Verkaufshöhepunkt. Im Sommer 1991 erschien das erste Videomagazin. Burtz wechselte 1992 als A&R Direktor zur EMI Electrola, wo er Künstler wie Paradise Lost, Fury in the Slaughterhouse oder Deep Purple unter Vertrag nahm.

### Veränderungen
1993 eskalierte der Streit zwischen Wigginghaus und dem MVG-Verlag. Die Redaktion zog nach München um. Mit Andrea Nieradzik setzte das deutsche Metal-Hammer-Magazin auf eine neue Chefredakteurin, die verstärkt neue Trend- und Modeerscheinungen in den Vordergrund holte. Damit reagierte das Heft auf die Veränderungen in der Welt der harten Musik, die nicht zuletzt durch den Grunge-Boom beeinflusst wurden. Wigginghaus versuchte vergeblich, das Headbangers-Ball-Magazin zu etablieren und Rimensberger arbeitete nach seiner Beratertätigkeit für MTV Europa und dem Aufbau des Rockmusikkonzeptes Phenomena von München und London aus an der europäischen Einführung von Audiotex und baute gemeinsam mit den DFB-Fußballvereinen den ClubCall-Informationsservice auf, der 1996 von Springer erworben wurde.
Ab Mitte 1996 wurde das Wort „Metal“ im Hefttitel von Metal Hammer kleiner gedruckt, gleichzeitig begann eine Kooperation mit dem TV-Sender VIVA. Mit Markus Kavka übernahm ein Metal-Hammer-Redakteur die Moderation des Metal-Magazins Metalla. Bei Metal Hammer selbst tauchen immer mehr „nichtmetallische“ Themen auf – so finden sich im März 1997 die No-Doubt-Sängerin Gwen Stefani auf dem Cover, ein paar Monate später Keith Flint von The Prodigy. Passend wurde das Heft mit der Ausgabe vom August 1997 in New Rock & Metal Hammer umbenannt, viele Metal-Fans wandten sich ab. Andrea Nieradzik erklärte im Vorwort der Ausgabe jedoch, das Magazin werde neue Wege „nicht mehr, als […] bereits in der Vergangenheit“ gehen, sondern „weiterhin […] alles daran setzen, die Entwicklungen und Strömungen der ‚harten Musik‘ zu filtern und euch einen Überblick über die Geschehnisse in diesem Bereich zu geben“. Statt der zuvor bis zu 100.000 Exemplaren wurden zuletzt nur noch 50.000 Exemplare des von für die Ausgabe vom Januar 1998 kurz Hammer betitelten Heftes pro Monat verkauft. Ab der Ausgabe vom Januar 1999 wurde der Titel in Hard Rock & Metal Hammer geändert.

### Rückbesinnung
Robert Müller übernahm im Mai 1998 den Posten des Chefredakteurs. Ein Jahr später verkaufte der MVG-Verlag das Heft an den Axel Springer Verlag, der Metal Hammer in die Axel Springer Mediahouse München GmbH integrierte. Metal Hammer wird seitdem häufig als Metal Bild bezeichnet. Für das Magazin ergeben sich allerdings Vorteile. In den kommenden Jahren kommt es zu einer weiteren Kurskorrektur zurück zu den traditionellen harten Klängen. 2001 übernahm der ehemalige Visions-Redakteur Thorsten Zahn das Amt des Chefredakteurs. Unter seiner Leitung erfolgte der Start des Internetauftritts (2003) sowie ein Jahr später die Rückbenennung des Hefts in Metal Hammer. 2022 gab er die Position des Chefredakteurs an Sebastian Kessler ab. Seit Juli 2023 erscheint Metal Hammer (gemeinsam mit Rolling Stone und Musikexpress) im neu gegründeten, vom Konzern unabhängigen Verlag Mediahouse Berlin GmbH.

## Auflage
Metal Hammer hat in den vergangenen Jahren dem Print-Markt entsprechend an Auflage eingebüßt. Die verkaufte Auflage sank von 65.104 Exemplaren im ersten Quartal 1998 auf 23.324 Exemplare im vierten Quartal 2018, ein Minus von 64,2 Prozent. Seitdem werden die Auflagenzahlen nicht mehr an die IVW gemeldet.
| 1998  | 1999  | 2000  | 2001  | 2002  | 2003  | 2004  | 2005  | 2006  | 2007  | 2008  | 2009  | 2010  | 2011  | 2012  | 2013  | 2014  | 2015  | 2016  | 2017  | 2018  | 2019 | 2020 | 2021 | 2022 | 2023 | 2024 |
| ----- | ----- | ----- | ----- | ----- | ----- | ----- | ----- | ----- | ----- | ----- | ----- | ----- | ----- | ----- | ----- | ----- | ----- | ----- | ----- | ----- | ---- | ---- | ---- | ---- | ---- | ---- |
| 60332 | 55743 | 50220 | 53189 | 49372 | 49785 | 52056 | 46676 | 46112 | 44955 | 46881 | 48325 | 42383 | 39037 | 34016 | 32685 | 30288 | 30428 | 31221 | 31440 | 23324 |      |      |      |      |      |      |

| 1998 | 1999 | 2000 | 2001 | 2002 | 2003 | 2004 | 2005 | 2006 | 2007 | 2008 | 2009 | 2010 | 2011 | 2012 | 2013 | 2014 | 2015 | 2016 | 2017 | 2018 | 2019 | 2020 | 2021 | 2022 | 2023 | 2024 |
| ---- | ---- | ---- | ---- | ---- | ---- | ---- | ---- | ---- | ---- | ---- | ---- | ---- | ---- | ---- | ---- | ---- | ---- | ---- | ---- | ---- | ---- | ---- | ---- | ---- | ---- | ---- |
| 3401 | 3323 | 3016 | 2732 | 4095 | 5569 | 6561 | 5970 | 5838 | 6124 | 7536 | 8244 | 8274 | 8323 | 8105 | 7697 | 7718 | 7198 | 6934 | 6675 | 6286 |      |      |      |      |      |      |

## Redaktion

### Chefredakteure
- 1984–1986: Charly Rinne
- 1986–1987: Reinhard Harms
- 1987–1990: Edgar Klüsener
- 1990–1993: Peter Burtz
- 1993–1998: Andrea Nieradzik
- 1998–2001: Robert Müller
- 2001–2010: Thorsten Zahn
- 2010–2011: Christof Leim
- 2011–2021: Thorsten Zahn
- seit 2022: Sebastian Kessler

### Mitarbeiter
Neben einem festen Mitarbeiterstamm von ca. zehn Personen schreiben über 20 freie Autoren, darunter auch eine Reihe ehemaliger Redaktionsmitglieder, regelmäßige Beiträge. Scott Ian von Anthrax trug von 2004 bis 2012 eine monatliche Kolumne bei. Im Jahre 2013 übernahm Vinnie Paul die Kolumne. Mit Christof Leim, Matthias Mineur, Christian Hector und Martin Wickler finden sich in der Redaktion auch aktive Musiker, die allesamt als Gitarristen unterwegs sind. Hector war bei Midnattsol und spielt heute bei der Funeral-Doom-Band Ahab, Leim unter anderem bei Sinner, The New Black und Heavysaurus, Mineur war bei den deutschen Melodic Metallern Mob Rules aktiv und Wickler ist Mitbegründer von Agathodaimon.

## Heftinhalte

### Allgemein
Der Aufbau des Heftes folgt einer festen Struktur. Auf den ersten Seiten finden sich hauptsächlich Leserbriefe und Kurzmeldungen, daneben gibt es verschiedene Rubriken wie die so genannte „Track Attack“, bei der zwei Musiker ihnen vorgespielte Musikstücke kommentieren und zuordnen sollen und die sehr intime „Couch“. Es folgen diverse Studioberichte, in denen von Aufnahmen und Listening-Sessions berichtet wird.
Nach der bis zu zehnseitigen Titelgeschichte werden einzelne Bands und Musiker in Interviews oder journalistischen Artikeln porträtiert. Specials zu Band- und Plattenfirmenjubiläen oder Hintergrundberichte zu Genreentwicklungen schließen sich an. Artikel zu Musikgruppen aus potentiell weniger massentauglichen Sparten wie Death-, Black Metal oder Grindcore werden dabei in der Abteilung „Vorschlaghammer“ abgehandelt.
Dem „Soundcheck“ (siehe unten) folgen die Einzelbesprechungen zu allen Neuerscheinungen des Monats, eine Doppelseite wird Veröffentlichungen von Newcomer-Bands ohne Plattenvertrag gewidmet („Demozone“).
Metal Hammer schließt mit einer Übersicht zu anstehenden Konzertterminen bzw. Festivalterminen und diversen Konzertberichten der vergangenen Wochen und Monate. Die letzte Doppelseite gehörte lange Zeit den Kleinanzeigen, mittlerweile schließt die Rubrik „Schlussakkord“ das Heft durch persönliche Gespräche mit gestandenen Szenegrößen.

### Soundcheck
Der „Soundcheck“ gehört zu den zentralen Rubriken von Metal Hammer. Jeden Monat werden hier etwa 30 Neuerscheinungen von einer Jury aus Mitarbeitern (früher auch einem Musiker und einem Heftleser) benotet. Die Notenskala reicht dabei von einem Punkt („Durchfall“) bis zu sieben Punkte („Idealfall“). Das Album mit dem höchsten Notendurchschnitt wird zum „Album des Monats“ gekrönt. Am erfolgreichsten war hier bisher Ozzy Osbourne, der sechsmal Sieger wurde. Vier Soundchecksiege konnten bislang nur Metallica, Machine Head, In Flames und Rush verbuchen.
Die bisher höchste Durchschnittsnote erhielt das Album Master of Puppets von Metallica mit 6,86 Punkten. Am schlechtesten schnitt das Album Up the Dose von den Mentors mit einem Schnitt von 1,00 Punkten ab. Da der Musikgeschmack der einzelnen Juroren in den letzten Jahren immer breitgefächerter wurde, sind heutzutage Durchschnittsnoten von über 5,50 Punkten eine Seltenheit.
In den Soundcheck werden keine Sampler bzw. Wiederveröffentlichungen aufgenommen. Ferner werden Neuerscheinungen, die nicht jedem Jurymitglied zur Verfügung gestellt werden, nicht berücksichtigt. Die nicht im Soundcheck auftauchenden Veröffentlichungen werden in Einzelkritiken besprochen.

### CD- bzw. DVD-Beilage
Seit 1996 liegt dem Heft eine Promotion-CD mit dem Namen Off Road Tracks bei. Auf diesen CDs können die Leser – teilweise Wochen vor der Veröffentlichung – neue Lieder verschiedenster Künstler hören. Weil die GEMA für Lieder ab einer Länge von fünf Minuten die doppelte Gebühr verlangt, werden die eventuell betroffenen Stücke seit einigen Jahren nach 4:59 Minuten ausgeblendet. Gelegentlich fanden sich auch Videoclips auf den CDs.
Während die ersten Off Road Tracks testweise nur einer Teilauflage von Metal Hammer und auch nicht den Abonnement-Exemplaren beilag, erschien die CD später erst alle drei Monate in sämtlichen Heften, später alle zwei Monate und seit 1999 monatlich. Mit der Februar-Ausgabe 2006 erschien die hundertste Ausgabe als DVD, die Videoclips und Interviews enthält.
Seit Ausgabe Nummer 100 (März 2006) der Promotion-CD wurde der Name auf Maximum Metal geändert. Seitdem lag auch bis Januar 2012 (Maximum Metal Vol. 169) alle drei Monate anstatt der CD eine DVD bei.

## Metal Hammer Album des Jahres
Seit 2004 wählt die Redaktion und die freien Mitarbeiter des Metal Hammers das Album des Jahres. Dabei erstellt jeder Mitarbeiter eine Liste mit den zehn persönlichen Lieblingsscheiben des vergangenen Jahres. Für den ersten Platz werden zehn Punkte vergeben, für den zweiten neun und so weiter. Erstes Album des Jahres war 2004 das Album The End of Heartache von Killswitch Engage.
| Jahr | Interpret         | Albumtitel                       |
| ---- | ----------------- | -------------------------------- |
| 2004 | Killswitch Engage | The End of Heartache             |
| 2005 | System of a Down  | Mezmerize                        |
| 2006 | Stone Sour        | Come What(ever) May              |
| 2007 | Volbeat           | Rock the Rebel / Metal the Devil |
| 2008 | Metallica         | Death Magnetic                   |
| 2009 | Alice in Chains   | Black Gives Way to Blue          |
| 2010 | Enslaved          | Axioma Ethica Odini              |
| 2011 | Machine Head      | Unto the Locust                  |
| 2012 | Kreator           | Phantom Antichrist               |
| 2013 | Black Sabbath     | 13                               |
| 2014 | Behemoth          | The Satanist                     |
| 2015 | Slayer            | Repentless                       |
| 2016 | Amon Amarth       | Jomsviking                       |
| 2017 | Kreator           | Gods of Violence                 |
| 2018 | Judas Priest      | Firepower                        |
| 2019 | Rammstein         | Unbetitelt                       |
| 2020 | Paradise Lost     | Obsidian                         |
| 2021 | Helloween         | Helloween                        |
| 2022 | Kreator           | Hate über alles                  |
| 2023 | Soen              | Memorial                         |
| 2024 | Judas Priest      | Invincible Shield                |

## Metal Hammer Awards
Seit dem Jahr 2009 werden jährlich die Metal Hammer Awards verliehen. Bands und Musiker können in verschiedenen Kategorien (wie beispielsweise „Album des Jahres“, „Metal Anthem of the Year“, „God of Riffs“) von den Lesern, der Redaktion und einer prominenten Musiker-Jury gewählt werden. Die Preisverleihung fand 2009 und 2010 jeweils auf dem Wacken Open Air, ab 2011 als eigenständiges Event mit Preisverleihung und Konzerten in Berlin statt. Von 2019 ab pausierte das Event, zum vierzigjährigen Geburtstag des Hefts reaktivierte Metal Hammer die Veranstaltung allerdings. Am 31. August 2024 fand die bis dato größte Ausgabe in der Uber Eats Music Hall statt. Es spielten Saltatio Mortis, Orden Ogan, Lordi und Future Palace.
Die ersten Metal-Hammer-Awards waren bereits Bestandteil von Wilfried Rimensbergers Originalkonzept des Magazins und wurden 1986 erstmals und danach jährlich im Verbund aller Metal-Hammer Sprachausgaben verliehen. Iron Maidens Sänger Bruce Dickinson war einer der ersten Gewinner. Die Tradition der Awards wurde letztlich aber nur von der englischen Ausgabe ununterbrochen und sehr erfolgreich weitergeführt.
Die Metal Hammer Golden Gods Awards werden unabhängig von der durch die deutsche Metal Hammer-Redaktion veranstalteten Preisverleihung seit 2003 durchgeführt. Die jährliche Verleihung findet in Großbritannien statt.

## Metal Hammer Paradise
Seit 2013 veranstaltet das Magazin in Zusammenarbeit mit FKP Scorpio das Musikfestival Metal Hammer Paradise. Austragungsort ist der Ferienpark Weißenhäuser Strand. Die auftretenden Künstler werden in alphabetischer Reihenfolge aufgeführt.

### Bands 2013
Die erste Auflage des Festivals fand am 15. und 16. November 2013 statt.
The Answer, Anvil, Behemoth, Belphegor, Dark Age, Deadlock, Dragonforce, Drone, Dust Bolt, Equilibrium, Grand Magus, Grave Digger, Helloween, In Extremo, Kadavar, Lacuna Coil, Long Distance Calling, My Dying Bride, Orchid, Paradise Lost, Sabaton, Samael, Saxon, Sodom, Tiamat, Unleashed, Der Weg einer Freiheit,

### Bands 2014
Die zweite Auflage des Festivals fand am 14. und 15. November 2014 statt.
Alpha Tiger, Amorphis, Avatarium, Bombus, Conan, Deserted Fear, Edguy, Erik Cohen, D-A-D, Doro, Dr. Living Dead!, Entombed A.D., Feuerschwanz, Freedom Call, Gamma Ray, Knorkator, Mantar, Mob Rules, Mountain Witch, Napalm Death, Negator, Powerwolf, Reactory, Saltatio Mortis, Satyricon, Sólstafir, U.D.O., Within Temptation

### Bands 2015
Das dritte Festival fand am 13. und 14. November 2015 statt.
At the Gates, Battle Beast, Black Label Society, Bullet, Civil War, Danko Jones, Destruction, Entombed A.D., The German Panzer, Graveyard, Gus G., The Haunted, Helloween, Imperial State Electric, J.B.O., Kissin’ Dynamite, Moonspell, Opeth, Rage, Sepultura, Subway to Sally, Tankard, Truckfighters

### Bands 2016
Die vierte Auflage des Festivals fand am 11. und 12. November 2016 statt. Iced Earth mussten ihren Auftritt kurzfristig wegen der Erkrankung ihres Sängers Stu Block absagen und wurden durch Freedom Call ersetzt.
Almanac, Annihilator, Anvil, Apocalyptica, Blues Pills, Brainstorm, Eric Cohen, Crowbar, Dew-Scented, Dirkschneider, Enslaved, Equilibrium, Freedom Call, Grand Magus, Die Kassierer, Lost Society, Mantar, Onkel Tom, Overkill, Pentagram, Pretty Maids, Primal Fear, Ram, Saxon, Schandmaul, Secrets of the Moon, Stallion, Sulphur Aeon, Year of the Goat

### Bands 2017
Die fünfte Auflage des Festivals fand am 10. und 11. November 2017 statt.
Amaranthe, Axxis, Battle Beast, Beyond the Black, Blue Sky Theory, The Charm the Fury, Dawn of Disease, Death Angel, Diablo Blvd, Doro, Eluveitie, Evil Invaders, Feuerschwanz, Grand Magus, Helrunar, Katatonia, Kissin’ Dynamite, Kreator, Majesty, Orden Ogan, Paradise Lost, Powerwolf, Pyogenesis, Rezet, Samael, Saturnus, Testament, Thundermother

### Bands 2018
Die sechste Auflage des Festivals fand am 2. und 3. November 2018 statt. Cyhra mussten kurzfristig absagen und wurden durch Nailed to Obscurity ersetzt.
Accept, Die Apokalyptischen Reiter, Armored Saint, Bloodred Hourglass, Bullet, Dead Lord, Deserted Fear, Elvellon, Kadavar, Leaves’ Eyes, Monolord, Mr. Hurley & die Pulveraffen, Nailed to Obscurity, Night Demon, The Night Flight Orchestra, Axel Rudi Pell, Portrait, Rhapsody of Fire, Ross the Boss, Skull Fist, Sun of the Sleepless, Tiamat, The Unity, Wintersun

### Bands 2019
Die siebte Auflage des Festivals fand am 8. und 9. November 2019 statt.
Amorphis, Bonded, Burning Witches, Eric Cohen, Destruction, Dust Bolt, Gloryhammer, Grailknights, Grand Magus, Grave Digger, J.B.O., Khemmis, Kissin’ Dynamite, Mister Misery, Motorowl, The New Roses, Nine Eyes Nation, Onkel Tom Angelripper, Powerwolf, Primal Fear, Riot V, Sacred Reich, Saltatio Mortis, Savage Messiah, Steel Panther, Supernova Plasmajets, Unleashed, Visions of Atlantis

### 2020
Das Festival musste wegen der COVID-19-Pandemie abgesagt werden.

### Bands 2021
Die achte Auflage des Festivals fand am 12. und 13. November 2021 statt.
Avatarium, Blind Guardian, Brainstorm, Damnation Defaced, Diamond Head, Dirkschneider, Dragony, Dreamscore, Endseeker, Gold, Grave Digger, Hällas, Iron Savior, Johnny Deathshadow, Lucifer, Mystic Prophecy, The Other, Pyogenesis, Ram, Saxon, Stallion, Stormwarrior, Subway to Sally, Tankard, Thundermother, Xentrix, Year of the Goat

### Bands 2022
Die neunte Auflage des Festivals fand am 18. und 19. November 2022 statt.
April Art, Axxis, Bonded, Bonsai Kitten, Clawfinger, Cobra Spell, Crematory, Crowbar, Doro, Dragony, Eisbrecher, In Extremo, J.B.O., Knife, Night Demon, The Night Flight Orchestra, Oversense, Primal Fear, Rhapsody of Fire, Sacred Reich, Sepultura, Sodom, Soulbound, Temperance, Tiamat, Undertow, The Unity

### Bands 2023
Die zehnte Auflage des Festivals fand am 17. und 18. November 2023 statt. Der geplante Auftritt von Avatar wurde im Vorfeld abgesagt und durch ihr Slot mit Dog Eat Dog wieder aufgefüllt, Death Angel traten aufgrund von Krankheit nicht auf und konnten so kurzfristig nicht ersetzt werden.
Amorphis, Before the Dawn, Phil Campbell and the Bastard Sons, Eric Cohen, Destruction, Dog Eat Dog, Epica, Hinayana, Hiraes, Knorkator, Kreator, Lost Society, Mob Rules, Rage, Screamer, Sólstafir, Wolfheart

## Trivia
- Die Schweizer Pagan-Metal-Band Eluveitie veröffentlichte exklusiv, als Bonus-CD der Ausgabe 5/2009, die Compilation Slania / Evocation I – The Arcane Metal Hammer Edition durch Metal Hammer.

- Das Live-Album Adrenalin der Band Die Apokalyptischen Reiter wurde nur als Bonus-CD der Metal-Hammer-Ausgabe 9/2009 veröffentlicht und war/ist anderweitig nicht aus erster Hand erwerbbar.
- Das Album Maximum Plague der Doom-Metal-Band Paradise Lost erschien ebenfalls nur im Metal Hammer (Ausgabe Mai 2015). Neben exklusiven Live-Aufnahmen befinden sich darauf damals noch unveröffentlichte Songs des Albums The Plague Within.[15]
- Die deutsche Thrash-Metal-Band Kreator veröffentlichte das Live-Album Live Antichrist exklusiv mit Metal Hammer-Ausgabe 02/2017. Es schloss den Tourzyklus des Albums Phantom Antichrist ab und diente zur Vorbereitung auf das kommende Werk Gods Of Violence.[16]
- Weitere CD-Beilagen mit teilweise exklusiven und raren Liedern gab es von Slash, Sabaton, Arch Enemy, Blind Guardian und Nightwish.[17]

- Zum 20-jährigen Bestehen des Schwarzen Albums von Metallica 2011 lag dem Metal Hammer neben einem Sonderheft zur Geschichte des Albums auch eine Tribut-CD bei. Hier coverten verschiedene international erfolgreiche Bands wie Finntroll, DevilDriver, Callejon und Borknagar jeweils ein Lied des Schwarzen Albums. Diese Tribut-CD ist nur zusammen mit der September-Ausgabe 2011 des Metal Hammer und nicht im Handel erhältlich.[18] 2013 folgte eine Tribut-CD zum 30-jährigen Bestehen des Metallica-Debüts Kill ’Em All, später ebenfalls zu den Alben Master Of Puppets und Ride The Lightning.
- Ähnlich geartete Tribute-Sampler gab es zu den Bands Iron Maiden (in Ausgabe 05/2017), Slayer (07/2016), Judas Priest (04/2019) und AC/DC (12/2019).
- Erstmals lag Metal Hammer-Ausgabe 04/2016 eine Schallplatte bei: Amon Amarth veröffentlichten hier exklusiv eine 7"-Vinyl mit den Songs At Dawn's First Light und First Kill kurz vor erscheinen des zugehörigen Album Jomsviking.
- Es folgten Vinyl-Beilagen von Judas Priest[19], von Motörhead zur Feier des 40. Jubiläums der Alben Overkill und Bomber[20] und von Kiss. Letztere wurde als Sammlerstück für Fans in vier verschiedenen Farben veröffentlicht.[21]

- Anfang 2012 erschien das Sonderheft History of Metal mit einem Überblick über 40 Jahre Metal-Geschichte, Genre-Specials, Interviews mit Musikern und Machern sowie Reprints alter Artikel und Platten-Kritiken aus dem Metal Hammer. Das Sonderheft ist, um multimediale Features erweitert, ebenfalls als App für das iPad erhältlich und stellt damit ein Pionierstück für die Zeitschrift dar.[22]

- Unter dem Titel „Das Archiv – Rewind“ wurden alle Ausgaben des Metal Hammer sowie der im gleichen Verlag erscheinenden Magazine Musikexpress und Rolling Stone eingescannt und digitalisiert und sind im Rahmen eines Marken-Abos komplett online verfügbar.[23]